# Matej Mohorič
Matej Mohorič (født 19. oktober 1994 i Kranj) er en cykelrytter fra Slovenien, der er på kontrakt hos Bahrain Victorious.